# Nyctemera latifascia
Nyctemera latifascia är en fjärilsart som beskrevs av Carl Heinrich Hopffer 1874. Nyctemera latifascia ingår i släktet Nyctemera och familjen björnspinnare. Inga underarter finns listade i Catalogue of Life.